# Soleminis
Soleminis – miejscowość i gmina we Włoszech, w regionie Sardynia, w prowincji Sud Sardynia.
Według danych na rok 2004 gminę zamieszkiwało 1587 osób, 132,2 os./km². Graniczy z Dolianova, Serdiana, Settimo San Pietro i Sinnai.